# Gladys Kingsbury
Pour les articles homonymes, voir Kingsbury.
Camilla Nielsen connue sous le nom de scène Gladys Kingsbury (née le 30 juillet 1876 à Oakland, Californie, aux États-Unis et morte le 10 novembre 1958  à San Bernardino, Californie) est une actrice américaine de la période du cinéma muet.

## Biographie

### Vie privée
Gladys Kingsbury était l'épouse du réalisateur, scénariste et acteur Frank Cooley (1870-1941), qui la fit tourner dans plusieurs de ses films.

## Filmographie

### Comme actrice
- 1914 : Une jeune fille audacieuse (it) (The Girl Who Dared) de Harry A. Pollard
- 1914 : The Peacock Feather Fan de Harry A. Pollard
- 1914 : Her Heritage de Harry A. Pollard
- 1914 : Metamorphosis (réalisateur inconnu)
- 1914 : Nancy's Husband de Harry A. Pollard
- 1914 : The Tale of a Tailor de Harry A. Pollard
- 1914 : The Legend of Black Rock de Harry A. Pollard
- 1914 : Dad and the Girls de Frank Cooley
- 1914 : A Rude Awakening (réalisateur inconnu)
- 1914 : As a Man Thinketh de Frank Cooley
- 1914 : The Girl in Question de Tom Ricketts
- 1914 : Her Younger Sister de Frank Cooley
- 1914 : Brass Buttons de William Desmond Taylor
- 1915 : The Spirit of Giving de Frank Cooley
- 1915 : The Happier Man de Frank Cooley
- 1915 : The Constable's Daughter de Frank Cooley
- 1915 : The Haunting Memory de Frank Cooley
- 1915 : The Doctor's Strategy de Frank Cooley
- 1915 : The Face Most Fair de Frank Cooley
- 1915 : The Stay-at-Homes d'Archer MacMackin
- 1915 : Little Chrysanthemum (réalisateur inconnu)
- 1915 : The Redemption of the Jasons d'Archer MacMackin
- 1915 : A Deal in Diamonds de Frank Cooley
- 1916 : Billy Van Deusen's Shadow d'Archer MacMackin
- 1916 : To Be or Not to Be d'Ed Watt
- 1916 : The Laird o'Knees d'Orral Humphrey
- 1916 : Cooking His Goose de Nate Watt
- 1916 : Bubbles and the Barber d'Orral Humphrey
- 1916 : Ima Knutt Gets a Bite d'Orral Humphrey

### Comme scénariste
- 1914 : Her Younger Sister de Frank Cooley